# Tatosoma nigra
Tatosoma nigra är en fjärilsart som beskrevs av Hudson 1922. Tatosoma nigra ingår i släktet Tatosoma och familjen mätare. Inga underarter finns listade i Catalogue of Life.